# Pastoralis Vigilantiae
 Pastoralis Vigilantiae  è un'enciclica di papa Leone XIII, datata 25 giugno 1891, scritta all'Episcopato del Portogallo sul convegno di Braga, circa la condizione della Chiesa di fronte al mondo moderno, sulla necessità di congressi vescovili, sulle competenze dello Stato e della Chiesa.